# Actiegroep Koen
Actiegroep Koen is een Nederlandse actiegroep die opgericht is als protest tegen het primatencentrum Biomedical Primate Research Centre (BPRC) in Rijswijk, waar dierproeven met apen worden uitgevoerd.
Actiegroep Koen werd opgericht als protest tegen het feit dat chimpansee Coen met hiv was besmet en vervolgens jarenlang in afzondering van andere chimpansees werd gehouden. Actiegroep Koen voerde niet alleen acties tegen het BPRC zelf, maar ook tegen de medewerkers persoonlijk en tegen zakelijke relaties, zoals ABN AMRO.
Chimpansee Coen is in 2002 overleden; de acties tegen het BPRC worden nu voornamelijk door Een Dier Een Vriend gevoerd.
In 2004 classificeerde de Algemene Inlichtingen- en Veiligheidsdienst de actiegroep Koen als een "burgerlijk ongehoorzame groepering", alsook Een Dier Een Vriend, Animal Rights Activists en Dusnudelft.